# شورای سلطنت (لهستان)

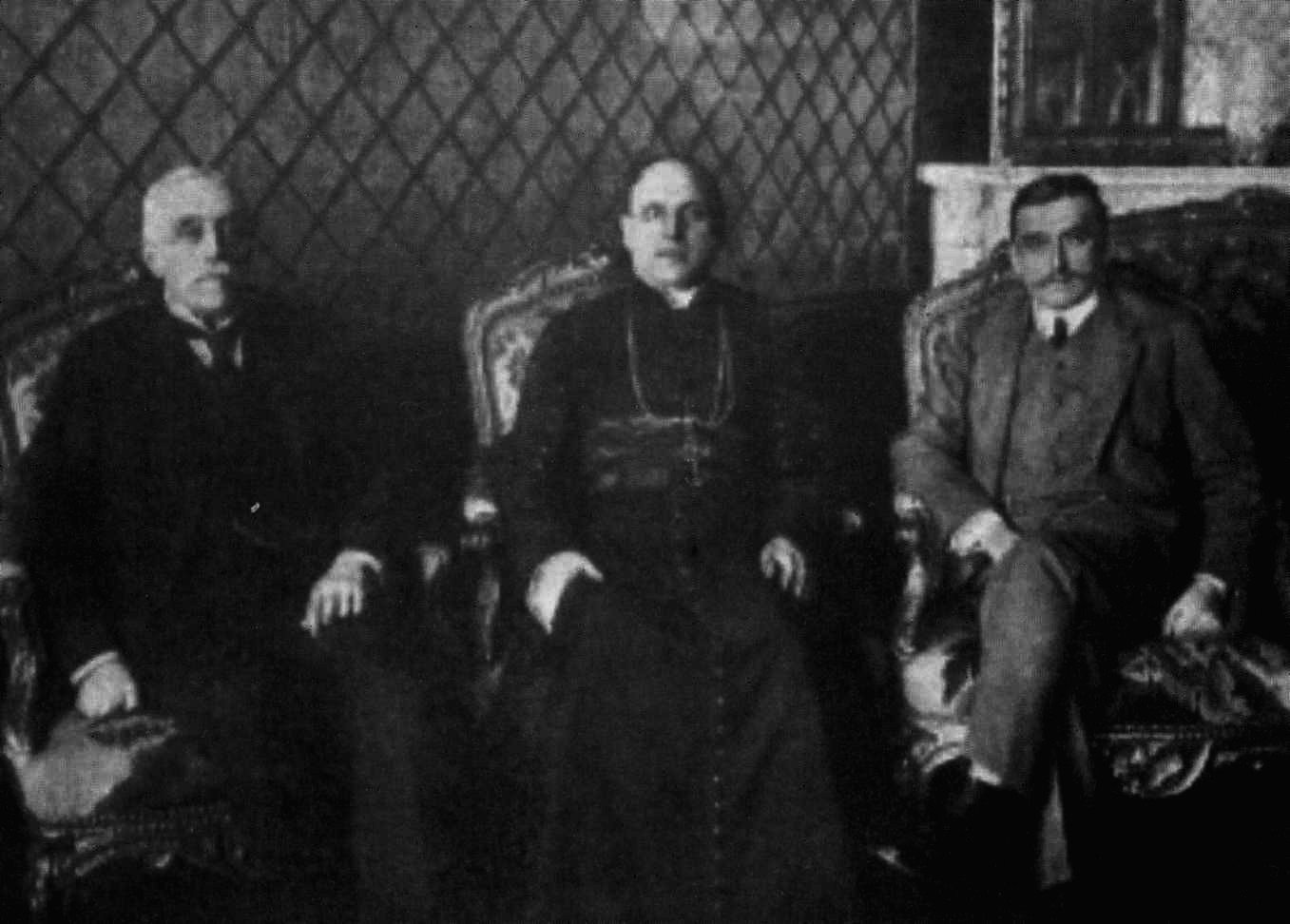
اعضا شورای سلطنت

شورای سلطنت پادشاهی لهستان (لهستانی: Rada Regencyjna یا Rada Regencyjna Królestwa Polskiego) بالاترین مقام و دولتی نیمه‌مستقل در لهستان تجزیه شده طی جنگ جهانی اول بود. این نهاد توسط امپراتوری آلمان و اتریش-مجارستان در نواحی که به صورت تاریخی جزئی از لهستان به حساب می‌آمدند در سپتامبر ۱۹۱۷ ایجاد گشت و قرار بود تا زمان انتخاب پادشاه یا نایب‌السلطنه به کار خود ادامه دهد.
اعضا این شورا عبارت بودند از الکساندر کاکوسکی اسقف اعظم ورشو، شاهزاده زجیسواو لوبومیرسکی شهردار ورشو و یوزف اوستروسکی که زمین‌داری بزرگ و سابقاً رئیس انجمن لهستانی‌ها مجلس دوما روسیه بود.
شورای سلطنت در ۷ اکتبر ۱۹۱۸ استقلال لهستان را اعلام کرد و فرماندهی ارتش سلطنتی لهستان را به دست گرفت. مدتی بعد در ۱۴ نوامبر شورا تمام اختیارات خویش را به یوزف پیلسودسکی واگذار نمود.